# Etnocid! (Vol. 1 )
Etnocid! (Vol.1) eli Može li Hrvatska sjest i popit kavu dvanaesti je album Gori Ussi Winnetou iz 2002. godine. Nastao je kao odgovor na nadolazeći etno trend u Hrvatskoj i na kojem je preradio istarske domaće pjesme kojima ti pune jaja od kad kapiš da si, pak do smrti, bez mogućnosti da djeluješ na to. Kakov put hi moreš i eskivirati ako pojdeš u prostore kadi se one ne konzumiraju.  Ali to je bilo do nikad, više tega ni, jer sad moreš naletit na etno-minu kadi god si. Album sadrži sedam pjesama na talijanskom jeziku sabijene u četiri te jednu hrvatsku u dvije verzije. U pjesmi “Četveroredna istrijanska” spojene su himna “Krasna zemljo Istro mila“, “O bella ciao“ i “Bandiera rossa“ sa “Viva l’Austria“ i “Tri nonice“, starijim pjesmama grupe. Album je snimljen u prosincu 2002. na turneji po Istri.

## Pjesme
- 1. “Predi, predi, šći moja – Hr. narodna piesma iz Istre”
- 2. “Cola cola Bepi & Servola”
- 3. “La mula de Parenco”
- 4. “E mio mari xe bon & Sei bela”
- 5. “Servola & Familja dei Gobi”
- 6. “Četveroredna istrijanska”
- 7  “Ajomićšiderp, iderp – Više nije narodna”

## Glazbenici
- Franci Blašković - vokal
- Josip Maršić Broz Tinturić - gitara
- Marin Alvir - bas
- Nenad Mehta Tubin - bubnjevi
- Arsen Pliško - frulice
- Fredi Poropat - tumbe